# Anillos de Neptuno

Esquema de los anillos de Neptuno. Las líneas continuas indican los anillos, las discontinuas órbitas de satélites.

Los anillos de Neptuno son un sistema de anillos planetarios muy tenues y débiles, compuestos principalmente de polvo cuya presencia fue confirmada en 1989 por la sonda espacial Voyager 2, que pertenecen a dicho planeta. Guardan más semejanza con los anillos de Júpiter que con los más complejos de Saturno o Urano.
El sistema consta de cinco anillos que reciben el nombre de los astrónomos más relevantes en la investigación de Neptuno. Del más interior al más exterior son: Galle, Le Verrier, Lassell, Arago y Adams. Además existe un anillo coincidente con la órbita del satélite Galatea. Otros tres satélites más, Náyade, Talasa y Despina, orbitan entre los anillos haciendo la función de satélites pastores.
El material de los anillos es enormemente oscuro, tratándose probablemente de compuestos orgánicos producidos por la radiación de la magnetosfera del planeta de manera similar a lo hallado en los anillos de Urano. La proporción de polvo en los anillos es alta, entre el 20 y el 70 %, mientras que la profundidad óptica es baja, menos de 0.1.
El anillo Adams incluye a su vez cinco arcos más brillantes que el resto del anillo denominados Fraternidad, Igualdad 1, Igualdad 2, Libertad y Coraje. Los arcos ocupan cada uno una pequeña longitud orbital del total del anillo. La estabilidad de los arcos está en discusión habiéndose detectado en 2005 un considerable adelgazamiento del arco Libertad. Es probable que la estabilidad del anillo Adams esté relacionada con el satélite Galatea.

## Observaciones y descubrimiento
La primera mención de anillos alrededor de Neptuno data de 1846 cuando William Lassell, descubridor del mayor satélite de Neptuno,  Tritón, informó de la presencia de un anillo alrededor del planeta. Su observación nunca fue confirmada y fue probablemente debida a una ilusión óptica. La primera detección fiable de un anillo se obtuvo por medio de una ocultación estelar en 1968, aunque el resultado no fue publicado hasta 1977, cuando fueron descubiertos los anillos de Urano.

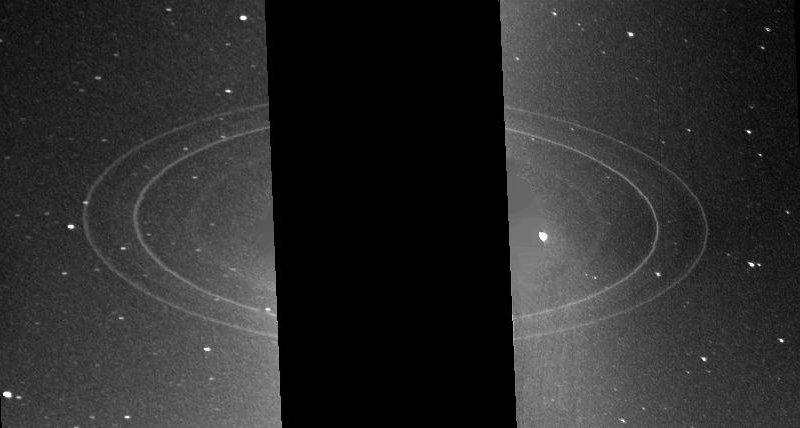
Imagen del sistema de anillos de Neptuno obtenida por la Voyager 2.

Inmediatamente después comenzó la búsqueda sistemática de anillos alrededor de Neptuno. El 24 de mayo de 1981 se detectó, durante otra ocultación estelar, un parpadeo en el brillo de la estrella ocultada. El modo en que tuvo lugar este parpadeo no dio pie a pensar en un anillo como su responsable. Después del sobrevuelo de la Voyager 2 se encontró que fue el pequeño satélite Larisa el que ocultó la estrella, un fenómeno extremadamente raro.
En los años 80 las ocultaciones de estrellas por parte de Neptuno fueron mucho menos frecuentes que las de Urano, el cual ocupaba una posición cercana a la Vía Láctea en ese momento y se movía a través de un campo de estrellas más denso. La siguiente ocultación de importancia tuvo lugar el 12 de septiembre de 1983, dando como resultado la posible detección de un anillo, aunque las observaciones no fueron concluyentes. Durante los siguientes seis años fueron observadas unas 50 ocultaciones de las que únicamente un tercio lograron resultados positivos. Parece legítimo atribuir el «descubrimiento» (como «arcos») a las observaciones realizadas en 1984 en Chile, por una parte por Patrice Bouchet, Reinhold Häfner y Jean Manfroid quienes conducían en varios telescopios del observatorio La Silla de la ESO un programa de observación propuesto por André Brahic, Bruno Sicardy y Françoise Roques del Observatorio de Paris-Meudon, y de otra parte por F. Vilas y L.-R. Elicer en el observatorio ínter-americano de Cerro Tololo, para un programa ideado por Williams Hubbard. Se constató que algo, probablemente arcos de material, orbitaba alrededor de Neptuno pero las características del sistema de anillos siguieron siendo desconocidas.
La sonda espacial Voyager 2 confirmó definitivamente la existencia de los anillos de Neptuno durante su sobrevuelo del planeta en 1989. También se comprobó que las ocultaciones ocasionales observadas anteriormente fueron causadas por el anillo Adams. Posteriormente al vuelo de la Voyager 2 las observaciones realizadas con anterioridad fueron analizadas de nuevo obteniéndose las características de los anillos tal y como fueron en los primeros años 80, y encontrándose que coincidían casi perfectamente con las obtenidas por la Voyager. Los anillos fueron observados en diferentes disposiciones con respecto al sol, obteniendo imágenes con distintos ángulos de iluminación, de frente, por detrás y lateralmente. El análisis de las imágenes en estas condiciones permitió conocer la derivada de la función de fase, que da la dependencia de la reflectividad del anillo en función del ángulo entre el observador y el sol, y los albedos geométrico y de Bond. Asimismo el análisis de las imágenes permitió descubrir seis nuevos satélites interiores de Neptuno, incluyendo a Galatea.
Recientemente los anillos más brillantes, Adams y Le Verrier, han sido fotografiados por el Telescopio espacial Hubble y otros telescopios en la superficie terrestre gracias a los avances y mejoras de los mismos, en las bandas ultravioleta y luz visible durante ocultaciones estelares. Son visibles ligeramente por encima del nivel del ruido de fondo en la longitud de onda de absorción del metano, banda en la que el resplandor de Neptuno es menos notorio. Los anillos más débiles están todavía por debajo del umbral de detección.

## Descripción
El sistema de anillos de Neptuno consta de cinco anillos, llamados desde el más cercano al planeta hacia el exterior: Galle, en honor de Johann Gottfried Galle, descubridor de Neptuno a instancias de los cálculos de Le Verrier; Le Verrier, dedicado a Urbain Le Verrier, quien predijo la posición de Neptuno en función de las alteraciones que mostraba la órbita de Urano; Lassell, por William Lassell, astrónomo que descubrió Tritón, el principal satélite de Neptuno; Arago, de François Arago, astrónomo, matemático y físico francés, y Adams, en honor de John Couch Adams, quien también predijo la posición de Neptuno independientemente de Le Verrier.

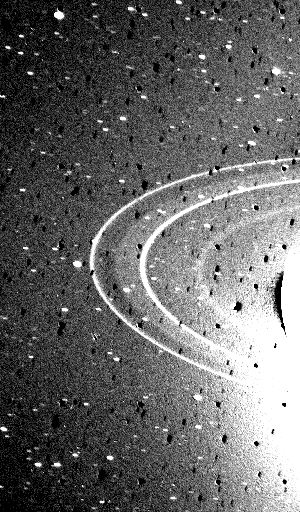
Imagen tomada con una sobreexposición de 591 segundos para resaltar los anillos más débiles.

Además de estos definidos anillos existe una lámina de material extremadamente tenue que se extiende desde el anillo Le Verrier hasta el Galle y probablemente más al interior hacia Neptuno.
Tres de los anillos, Le Verrier, Arago y Adams, son estrechos con anchuras de 100 km o menos. En cambio, Galle y Lassell presentan anchuras de entre 2000 y 5000 km. El anillo Adams contiene asimismo cinco arcos brillantes denominados Fraternidad, Igualdad 1 y 2, Libertad y Coraje. Esta nomenclatura fue sugerida por los descubridores de estos arcos en las ocultaciones estelares de 1984 y 1985.
Cuatro satélites orbitan dentro de este sistema de anillos: Náyade y Talasa lo hacen en el hueco entre los anillos Galle y Le Verrier, Despina justo en el borde interior del Le Verrier y Galatea ligeramente por el interior del Adams. De hecho Galatea está dentro de un anillo muy estrecho y débil sin denominación alguna.
Los anillos de Neptuno están compuestos de polvo micrométrico con una proporción de ente el 20 % y el 70 % del mismo por unidad de área; una densidad similar a los anillos de Júpiter, en los que el porcentaje de polvo es del 50 % al 100 %, y muy diferente de los de Urano o Saturno, que contienen muy escaso polvo, con menos del 0.1 %.
Las partículas de los anillos son de un material muy oscuro, probablemente una mezcla de hielo con compuestos orgánicos producidos por la radiación electromagnética del planeta. Presentan un color rojizo y sus albedos, tanto el geométrico, con un valor de 0.05, como el albedo de Bond, de entre 0.01 y 0.02, son muy bajos y similares a los de las partículas de polvo de los anillos de Urano y de los satélites interiores de Neptuno. Los anillos son ópticamente «delgados» y transparentes, y su profundidad óptica no excede el 0.1. En conjunto, los anillos de Neptuno son semejantes a los de Júpiter. Ambos sistemas consisten en anillos muy estrechos, débiles y polvorientos, junto a anillos más anchos pero todavía más débiles que los anteriores.
Se piensa que los anillos de Neptuno, al igual que los de Urano, son relativamente jóvenes. Es probable que su edad sea significativamente menor que la del Sistema Solar. De igual modo, ambos están probablemente originados por la fragmentación y posterior colisión de los restos de uno o varios satélites interiores de Neptuno. Estos fragmentos actúan como fuentes de polvo y material de los anillos. A este respecto los anillos de Neptuno son similares a las bandas de polvo observadas por la Voyager 2 entre los anillos principales de Urano.

### Anillos interiores
El anillo más cercano a Neptuno es el anillo Galle. Está situado entre 41 000 y 43 000 km de la superficie del planeta y tiene una anchura de aproximadamente 2000 km.  Es un anillo débil con una profundidad óptica media de alrededor de 10−4, y una profundidad equivalente de 0.15 km. Se estima que el porcentaje de polvo en el anillo se encuentra entre el 40 % y el 70 %.
El siguiente anillo es el Le Verrier: su radio orbital es de unos 53 200 km, pero es estrecho, con unos 113 km de anchura. Su profundidad óptica normal es 0.0062 ± 0.0015, que se corresponde con una profundidad equivalente de 0.7 ± 0.2 km. El porcentaje de polvo de este anillo también está entre el 40 % y el 70 %. El satélite Despina orbita justo en su interior a una distancia del planeta de 52 526 km, y es probable que juegue el papel de satélite pastor, manteniendo la estabilidad del anillo.
El anillo Lassell, también conocido como plateau o «planicie» en francés, es el más ancho de los anillos neptunianos. Es una fina lámina de material que ocupa el espacio entre el anillo Le Verrier, aproximadamente a 53 200 km, y el anillo Arago, a 57 200 km. Su profundidad óptica normal media es de 10−4, que se corresponde con una profundidad equivalente de 0.4 km. En este anillo la fracción de polvo es del 20 % al 40 %.
Cerca del borde exterior del anillo se sitúa una zona donde se produce un pequeño aumento del brillo del anillo, a unos 57 200 km de Neptuno y de menos de 100 km de ancho. Se ha dado en llamar a esta banda el anillo Arago, aunque no hay unanimidad entre los astrónomos a este respecto.

### Anillo Adams
El anillo más externo, y también el más famoso y estudiado, es el Adams, con un radio orbital de 63 930 km. Es estrecho, aproximadamente 35 km, ligeramente excéntrico e inclinado. Su profundidad óptica es de 0.011 ± 0.003, exceptuando los arcos, que se corresponden con una profundidad equivalente de 0.4 km,

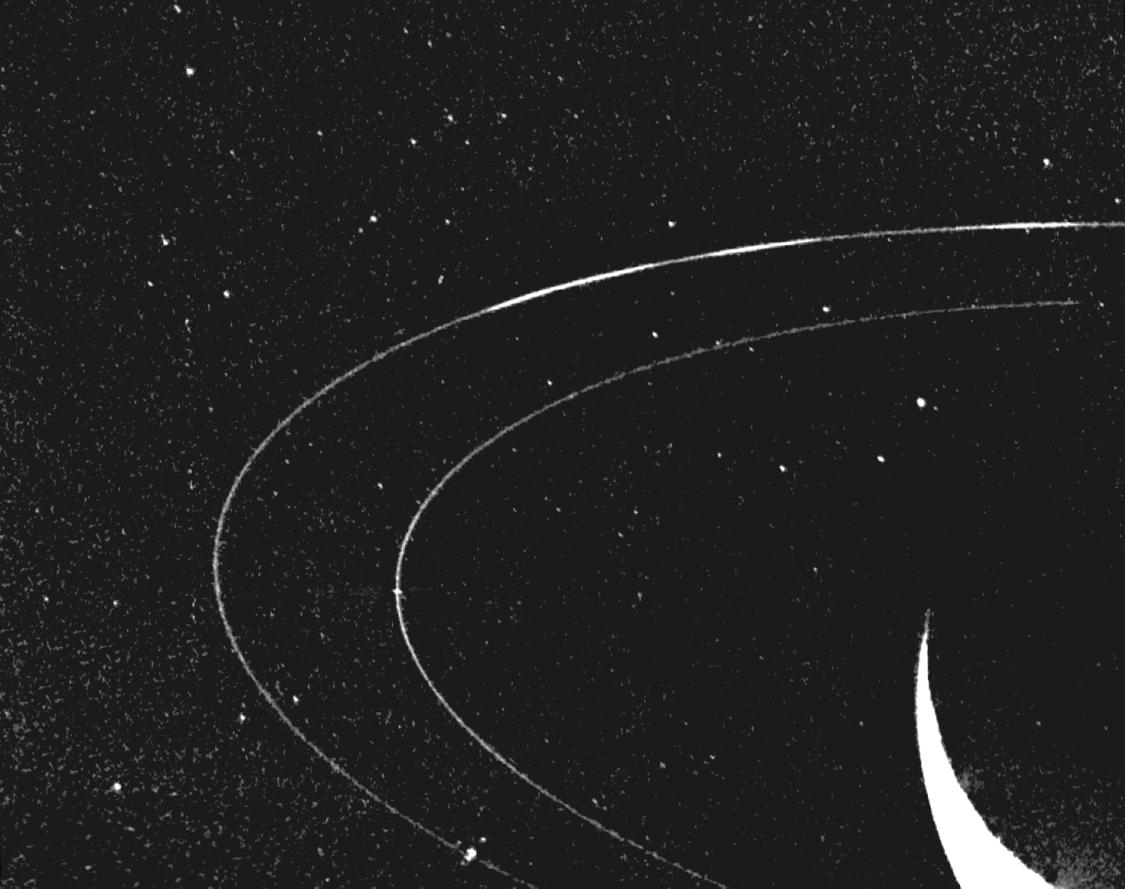
Los arcos del anillo Adams: de izquierda a derecha, Fraternidad, Igualdad, Libertad), más el anillo Le Verrier hacia el interior.

La fracción de polvo es del 20 % al 40 %; menor que en los otros anillos de su anchura. El satélite Galatea orbita justo en el interior del anillo, a 61 953 km de Neptuno, y actúa como un satélite pastor que mantiene las partículas del anillo en un estrecho margen de radio orbital debido a una resonancia 42:43 entre ella y el anillo. La influencia gravitatoria de Galatea produce 42 ondas radiales en el anillo Adams de 30 km aproximadamente que han sido usadas para inferir la masa de Galatea.

#### Arcos del anillo Adams
Las partes más brillantes del anillo Adams, los arcos que están contenidos en él, fueron los primeros elementos de los anillos neptunianos en ser descubiertos. En estos arcos las partículas que los conforman están más amalgamadas que en el resto del anillo. Se conocen cinco arcos que ocupan un estrecho segmento de longitud desde 247º hasta 294º. En 1986 los arcos estaban situados de la siguiente manera: Fraternidad, el anillo más largo y brillante, desde 247º hasta 257°; Igualdad 1, entre 261° y 264°; Igualdad 2, entre 265° y 266°; Libertad, entre 276° y 280° y Coraje, el más débil y corto, entre 284.5º y 288.5º. Las profundidades ópticas normales de los arcos se estiman en el rango entre 0.03-0.09, obteniéndose 0.034 ± 0.005 para el borde delantero del arco Libertad, medido en una ocultación estelar. Los anchos radiales son aproximadamente los mismos que los del resto del anillo, aproximadamente 30 km. La fracción de polvo en los arcos oscila entre el 40 % y el 70 %. Los arcos del anillo Adams son semejantes al arco presente en el anillo G de Saturno.
La mayor resolución de las imágenes de la Voyager 2 revelaron un amalgamiento pronunciado en los arcos, con una separación media entre las diferentes masas de entre 0.1º y 0.2º que corresponde con entre 100 y 200 km a lo largo del anillo. Debido a la resolución de las imágenes de las masas, no se conoce si contienen o no cuerpos mayores, que están asociadas con seguridad con concentraciones de polvo microscópico como evidencia su mejora de brillo cuando están iluminadas por detrás por el sol.
Los arcos son estructuras bastante estables. Fueron detectados desde la Tierra por medio de ocultaciones estelares en los años 80, por la Voyager 2 en 1989 y por el Telescopio espacial Hubble y otros telescopios terrestres entre 1997 y 2005 y permanecen aproximadamente en las mismas posiciones de longitud orbital. En cualquier caso se han detectado algunos cambios. El brillo total de los arcos ha decrecido desde 1986. El arco Coraje ha saltado 8º hasta los 294º, probablemente debido a que se ha resituado en la siguiente posición de resonancia estable coorbital, mientras que el arco Libertad casi había desaparecido en 2005. Los arcos Fraternidad e Igualdad 1 y 2 han mostrado variaciones irregulares en sus brillos relativos. Su dinámica observada está probablemente relacionada con el intercambio de polvo entre ellos. Coraje, un arco muy débil durante el sobrevuelo de la Voyager 2, aumentó su brillo en 1998 mientras que recientemente ha vuelto a sus valores habituales. Las observaciones en la banda de luz visible muestran que la cantidad de material total en los arcos ha permanecido aproximadamente constante, pero son más débiles en el infrarrojo que en observaciones anteriores.
Los tres primeros arcos en ser descubiertos fueron bautizados como Libertad, Igualdad y Fraternidad por André Brahic según el lema de la República Francesa al ser descubiertos el año del bicentenario de la Revolución Francesa. Posteriormente, una de sus colaboradoras y antigua alumna Cécile Ferrari descubrió un cuarto arco y lo bautizó como Courage, Coraje en francés. El quinto y último arco recibió el nombre Igualdad 2.

#### Estabilidad
La existencia de los arcos en el anillos Adams continúa sin tener una explicación, ya que la dinámica orbital indica que el material de los arcos debería distribuirse uniformemente a lo largo de los anillos en cuestión de años. Se han sugerido numerosas teorías que explicarían la estabilidad de los arcos; la más extendida es la que sostiene que el satélite Galatea mantiene los arcos mediante una resonancia de inclinación co-rotacional o CIR, 42:43. La resonancia crea 84 lugares de estabilidad a lo largo de la órbita del anillo, cada 4º de longitud, situándose los arcos en lugares adyacentes a esos lugares. En cualquier caso, medidas del movimiento medio de los anillos realizadas por el Hubble y el telescopio Keck en 1998 llevaron a la conclusión de que los anillos no estaban en CIR con Galatea.
Otro modelo propuesto para explicar la estabilidad de los arcos se basa en la resonancia de excentricidad co-rotacional o CER. El modelo tiene en cuenta la masa finita del anillo Adams que es necesaria para mover la resonancia más cerca del anillo. Una consecuencia de esta teoría es la estimación de la masa del anillo Adams de alrededor de un factor de 0.002 de la masa de Galatea.
Una tercera teoría propuesta en 1986 requiere un satélite adicional orbitando en el interior del anillo. De esta manera los arcos estarían situados en los puntos de Lagrange. De todas formas la Voyager 2 estableció estrictas restricciones en cuanto al tamaño y la masa de cualquier satélite no descubierto, lo que hace que esta teoría sea improbable. Otras explicaciones más complicadas mantienen que cierto número de pequeños satélites están atrapados en órbitas resonantes con Galatea, sirviendo tanto de elementos de estabilidad para los arcos como de fuentes de material para los mismos.

## Lista de anillos y arcos más importantes
| Nombre           | Radio (km)  | Ancho (km) | Prof. ópt. eq. (km) | Prof. ópt. normal | Fracción de polvo (%) | Excentricidad (°) | Inclinación (°) | Notas |
| ---------------- | ----------- | ---------- | ------------------- | ----------------- | --------------------- | ----------------- | --------------- | --- |
| Galle (N42)      | 40900‑42900 | 2000       | 0.15                | ~ 10−4            | 40-70                 | ?                 | ?               | Débil y ancho |
| Le Verrier (N53) | 53200 ± 20  | 110        | 0.7 ± 0.2           | 6.2 ± 1.5 × 10−3  | 40-70                 | ?                 | ?               | Estrecho |
| Lassell          | 53200‑57200 | 4000       | 0.4                 | ~ 10−4            | 20-40                 | ?                 | ?               | El anillo Lassell es una fina y débil lámina de material que se extiende desde el anillo Le Verrier hasta el Arago |
| Arago            | 57200       | < 100      | ?                   | ?                 | ?                     | ?                 | ?               | El anillo Lassell es una fina y débil lámina de material que se extiende desde el anillo Le Verrier hasta el Arago |
| Adams (N63)      | 62932 ± 2   | 15 - 35    | 0.4                 | 0.011 ± 0.003     | 20-40                 | 4.7 ± 0.2 × 10−4  | 0.0617 ± 0.0043 | Posee cinco arcos brillantes y es de color azul                                                                    |
| Fraternidad      | =           | =          | 0.77 ± 0.13         | 0.03-0.09         | 40-70                 | =                 | =               | Arcos del anillo Adams                                                                                             |
| Igualdad 1       | =           | =          | 0.77 ± 0.13         | 0.03-0.09         | 40-70                 | =                 | =               | Arcos del anillo Adams                                                                                             |
| Igualdad 2       | =           | =          | 0.77 ± 0.13         | 0.03-0.09         | 40-70                 | =                 | =               | Arcos del anillo Adams                                                                                             |
| Libertad         | =           | =          | 0.77 ± 0.13         | 0.03-0.09         | 40-70                 | =                 | =               | Arcos del anillo Adams                                                                                             |
| Coraje           | =           | =          | 0.77 ± 0.13         | 0.03-0.09         | 40-70                 | =                 | =               | Arcos del anillo Adams                                                                                             |